# Een huwelijk in Fort Bow
Een huwelijk in Fort Bow (oorspronkelijke Franse titel: "Mariage à Fort Bow", werktitel: "Leve de bruid!") is het 49e deel uit de Belgische stripreeks De Blauwbloezen. De eerste druk van het album werd in september 2005 gepubliceerd door Uitgeverij Dupuis.